# Basler Fashion
Basler Fashion, ehemals Basler Bekleidungswerke, Markenname kurz Basler, ist eine deutsche Modemarke für Damenoberbekleidung.

## Unternehmensgeschichte
Fritz und Elisabeth Basler gründeten 1936 ihr zunächst auf die Herstellung von Jacken und Mänteln für Damen fokussiertes Unternehmen unter dem Namen Fritz Basler GmbH & Co. KG im Osten von Berlin. 1959 wurde die Fertigung an den bayrischen Untermain verlegt und 1963 nach Goldbach bei Aschaffenburg. Dort weiteten die Baslers erstmals das Sortiment aus: das Damenkostüm Mona wurde zum Verkaufsschlager. 1967 brachte Horst Basler, Sohn der Firmengründer, weitere Kollektionsteile für Damen auf den Markt.
Bis 1992 befand sich die Firma in Familienbesitz. In diesem Jahr erwarb die MHM Mode Holding München, zu der seit 1990 auch die Schuhmarke Ara AG und später ein Anteil an der Modemarke Otto Kern gehörten, das Unternehmen Basler. Die MHM und somit auch Basler wurden 1996 von dem Modehersteller Hucke AG aus Nettelstedt übernommen. 2002 konnte sich Basler von Hucke (2007 in Insolvenz) lösen und wurde kurz darauf für 105 Millionen Euro von der deutsch-französischen Investorengruppe Alpha Beteiligungsgesellschaft GmbH aus Frankfurt übernommen. Alpha verkaufte Basler 2006 an die Beteiligungsgesellschaft Triton Partners. Nach einem Schuldenschnitt von 60 % im Jahr 2013 kaufte das damalige Basler-Management (Geschäftsführer, Vertriebsvorstand und Kreativdirektor) die Firma in einem Management-Buy-Out. Basler-Eigentümer ab 2015 war das Frankfurter Investmentunternehmen Tempus Capital. Im März 2017 übernahm Tempus Capital zudem die deutsche Modemarke St. Emile (Josef Reis GmbH & Co. KG) aus Kleinwallstadt.
Die Basler-Zielgruppe waren stets Frauen über 40 Jahre. Klassische Kostüme, Blusen, Röcke, Hosen, Jacken und Mäntel für Damen machten das Basler-Sortiment aus, das in den späteren Jahren um modischere Elemente und Accessoires erweitert wurde.
1997 eröffnete Basler das erste eigene Ladengeschäft in Hamburg. Weitere Shop-Eröffnungen folgten. 2007 wurde eine Basler-Boutique in London auf der Bond Street, 2008 eine in Paris auf dem Boulevard des Capucines zwischen Opéra Garnier und Place Vendôme eröffnet. Es folgten Standorte in Marseille und Nizza. Im Laufe der Zeit kamen in Großbritannien, wo die typische Basler-Kundin etwa zehn Jahre jünger war als in Deutschland, zwei weitere Ladengeschäfte in Chichester und Epsom sowie ein Outlet in York hinzu. Außerdem führten britische Warenhäuser des gehobenen Segments wie House of Fraser, Harrods und Beales die Basler-Kollektionen. in Deutschland wurde Basler ab 2000 bei Galeria Kaufhof geführt. 1985 ging Basler mit dem amerikanischen Importeur Howard Aubrey ein Joint Venture über den Vertrieb von Basler-Mode in den USA ein. Dazu wurde die New Yorker Agentur Isabella Co. gegründet, an der Basler 50 % hielt. 2011 übernahm Basler das Amerika-Geschäft von Aubrey. In den USA betrieb Basler in späteren Jahren unter anderem eigene Ladengeschäfte, so ab 2011 in Manhattan. Weitere Basler-Geschäfte außerhalb Europas bestanden beispielsweise in Australien, China, Russland, Bahrain, Dubai oder Abu Dhabi. 2013 waren es weltweit ca. 80 Geschäfte; bis Ende der 2010er Jahre existierten über 150 größtenteils von Franchisenehmern geführte Basler-Boutiquen.
Im Sommer 2008 lancierte Basler die Basler Collection Serie im Premium-Segment für jüngere Kundinnen, die 2009 in MYBC umbenannt und 2011 eingestellt wurde. 2011 übernahm Basler die deutsche Sportmarke Venice Beach (2015 verkauft). Im März 2011 verpflichtete Basler den Schotten und ehemaligen Escada-Chefdesigner Brian Rennie zum Kreativchef. Basler nahm ab 2011 an der Berlin Fashion Week teil. Rennie verjüngte die Kollektionen des Hauses und verließ das Unternehmen im Frühjahr 2014. Auf ihn folgte die Designerin Ina Karkossa, die seit 2005 für Basler tätig war. 2015 wurde das Accessoire-Geschäft ausgebaut. Für das Design der Outdoor-Artikel zeichnete Gudrun Brenk verantwortlich, die ab Mitte 2017 den Posten der alleinigen Design-Chefin bekleidete.
Die Basler Fashion Gruppe erzielte im Geschäftsjahr 2009 ca. 172 Millionen Euro. 2014/15 waren es mit über 1.100 Mitarbeitern 137 Millionen Euro Umsatz, 2016/17 noch 108 Millionen Euro. Verkauft wurde das Sortiment unter anderem in weltweit über 150 Ladengeschäften, Outlets und Shops-in-Shop in größeren Kaufhäusern, die unter dem Label Basler liefen und nur Artikel der eigenen Marke anboten, darunter in der Blütezeit 29 in Deutschland – sowie über 1900 Verkaufsorte in 60 Ländern. Es existierten ein Fabrikverkauf in Aschaffenburg und mehrere Ladenlokale in Factory-Outlet-Centern sowie für den deutschen Markt ein Onlineshop. Ende 2016 brachte Basler die Premium-Damenmarke portray Berlin für jüngere Kundinnen auf den Markt.
Am 29. Mai 2017 stellte das Unternehmen beim Amtsgericht Aschaffenburg einen Antrag auf Insolvenz in Eigenverwaltung; im August wurde bekannt, dass Basler und St. Emile abgewickelt werden. Daraufhin wurden alle Basler-Ladengeschäfte weltweit geschlossen. Das Management bestand zuletzt aus Rolf Boje (CEO), Marc Barrantes (CFO) und Jan Hilger (COO).
Im Herbst 2017 wurden die Markenrechte von Basler an die zu Equistone gehörende TriStyle GmbH mit Sitz in München verkauft, in deren Besitz sich wiederum die Unternehmen Peter Hahn aus Winterbach und Madeleine Mode aus Zirndorf befinden. Am 1. Dezember 2017 ging die Basler Fashion Gruppe in Regelinsolvenz. Anfang Dezember 2017 kündigte TriStyle unter dem Markennamen Basler für Herbst/Winter 2018 eine Outdoor-Kollektion für Damen und für Frühjahr/Sommer 2019 ein Kombi-Programm mit Basler-Damenmode an. Mitte 2018 wurden die Modeschöpferinnen Sirid Uta Steingrobe und Margarete Mack jeweils zur Design-Chefin 'Outdoor' bzw. 'Kombi' bei Basler ernannt. Gudrun Brenk verließ das Unternehmen.